# Catone in Utica
Catone in Utica é uma das óperas do compositor italiano Antonio Vivaldi, do libreto escrito por Pietro Metastasio e estreada em 1737, no Teatro Filarmônico de Verona, na Itália. A obra, que foi escrita em 3 atos, só restam os atos 2 e 3, atualmente.

## Enredo
A obra relata um conflito (fictício) que ocorre em Útica, no norte da África, entre o senador republicano Catão, o jovem (Catone) e Júlio César (Cesare). Em paralelo, relata o drama da viúva de Pompeu, Emília, que deseja se vingar de César pela morte de seu marido; e do amor de Marzia, filha de Catão, pelo Júlio César.